# Creston (Waszyngton)
Creston – miasto w Stanach Zjednoczonych, w stanie Waszyngton, w hrabstwie Lincoln.